# Коварж, Матей (футболист)
Ма́тей Ко́варж (чеш. Matěj Kovář; род. 17 мая 2000, Угерске-Градиште) — чешский футболист, вратарь немецкого клуба «Байер 04» и сборной Чехии, выступающий на правах аренды за нидерландский ПСВ. Участник чемпионата Европы 2024.
Коварж присоединился к молодежной системе «Манчестер Юнайтед» в 2018 году из перейдя из чешского клуба «Словацко». Он провёл время в аренде в «Суиндон Таун», где дебютировал за взрослую команду, и в «Бертон Альбион». Выступал за молодёжную и юношескую сборные Чехии. Участник молодёжного Чемпионата Европы 2021 года.

## Клубная карьера
Коварж начал свою карьеру в чешском футбольном клубе Словацко из его родного города Угерске-Градиште, а в январе 2018 года в 17 лет переехал в Англию, подписав контракт с «Манчестер Юнайтед». Впервые с состав Юнайтед, он вошёл 21 февраля 2018 года. Он был заявлен, в качестве запасного вратаря юношеской команды в матче Юношеской лиги УЕФА 2017–18 против «Ливерпуля». Он дебютировал за юношескую команду (до 18 лет) через три дня, в домашней игре против «Эвертона», которую Юнайтед выиграл, со счётом 4:1. После чего, сыграл почти во всех оставшихся матчах в том сезоне, пропустив лишь две игры, сменив Алекса Фойтичека на посту основного вратаря. В следующем сезоне Коварж снова стал лучшим вратарем молодёжной команды, сыграв в 17 из 22 матчей лиги; он также провёл шесть из семи матчей в Юношеской лиге УЕФА 2018–19.
В сезоне 2019–20 он отыграл 11 из 17 матчей лиги, перед тем, как сезон был прерван из-за пандемии COVID-19, а также во всех четырёх матчах, которые они сыграли в Трофее Английской лиги, где им противостояли основные составы команд Лиги 1 и Лиги 2. Благодаря хорошей игре в резерве клуб предложил ему новый контракт, подписанный в октябре 2019 года. Поскольку основная команды квалифицировалась сразу в групповой этап Лиги Европы, главный тренер Уле Гуннар Сульшер выставил на матч пятого тура против «Астаны» в Казахстане, резервный состав. Игра состоялась 28 ноября 2019 года. Коварж попал в заявку на матч, в качестве запасного вратаря (основным выступил Ли Грант), но на поле так и не вышел.
Перед началом сезона  2020–21, Коварж был отдан в аренду в Суиндон Таун, в августе 2020 года. В новой команде он дебютировал 5 сентября 2020 года. А Суидон потерпел поражение от «Чарльтона», со счётом 3:1, в Кубке лиги. В январе 2021 года Коварж был отозван из аренды в «Манчестер Юнайтед». Всего за «Суиндон» он провёл 21 матч.
Коварж был включён в окончательный состав «Юнайтед» в Премьер-лиге, представленный на сезон 2021–22. 31 января 2022 года Коварж подписал новый контракт с «Юнайтед» до июня 2023 года и перешёл в аренду в «Бертон Альбион» до конца сезона.
В сентябре 2022 года Коварж отправился в аренду в чешский клуб «Спарта (Прага)». Первый свой матч в Первой лиге провёл 10 сентября 2022 года против клуба «Теплице».
15 июля 2025 года перешёл на правах аренды в нидерландский ПСВ.

## Карьера в сборной
Коварж выступал за юношеские (до 18 и до 19 лет) и молодёжные (до 20 и до 21 года) сборные Чехии. Также он является участником молодёжного Чемпионата Европы, прошедшего в марте 2021 года, однако на турнире ни провёл ни одного матча. Дебютировал в составе молодёжной сборной в сентябре 2021 года, в матче против Словении.
Коварж был впервые вызван в основную сборную Чехии 8 сентября 2021 года на товарищеский матч против Украины после того, как Томаш Вацлик получил травму.
26 марта 2024 года в товарищеском матче против сборной Армении дебютировал за главную сборную страны, отыграв весь матч. Чехия одержала победу со счётом 2:1.

## Достижения
«Спарта» Прага
- Чемпион Чехии: 2022/23

«Байер 04»
- Чемпион Германии: 2023/24
- Обладатель Кубка Германии: 2023/24
- Обладатель Суперкубка Германии: 2024

ПСВ
- Обладатель Суперкубка Нидерландов: 2025

## Статистика выступлений
| Выступление                    | Выступление      | Выступление      | Лига | Лига | Кубки | Кубки | Еврокубки | Еврокубки | Прочие | Прочие | Итого | Итого |
| Клуб                           | Лига             | Сезон            | Игры | Голы | Игры  | Голы  | Игры      | Голы      | Игры   | Голы   | Игры  | Голы  |
| ------------------------------ | ---------------- | ---------------- | ---- | ---- | ----- | ----- | --------- | --------- | ------ | ------ | ----- | ----- |
| Манчестер Юнайтед (резервисты) | —                | 2018/19          | —    | —    | —     | —     | 6         | -9        | —      | —      | 6     | -9    |
| Манчестер Юнайтед (резервисты) | —                | 2019/20          | —    | —    | —     | —     | —         | —         | 4      | -4     | 4     | -4    |
| Манчестер Юнайтед (резервисты) | —                | 2021/22          | —    | —    | —     | —     | —         | —         | 1      | -0     | 1     | 0     |
| Манчестер Юнайтед (резервисты) | Итого            | Итого            | —    | —    | —     | —     | 6         | -9        | 5      | -4     | 11    | -13   |
| Манчестер Юнайтед              | Премьер-лига     | 2020/21          | 0    | -0   | 0     | -0    | -0        | -0        | —      | —      | 0     | 0     |
| Манчестер Юнайтед              | Премьер-лига     | 2021/22          | 0    | -0   | 0     | -0    | 0         | -0        | —      | —      | 0     | 0     |
| Манчестер Юнайтед              | Премьер-лига     | 2022/23          | 0    | -0   | 0     | -0    | 0         | -0        | —      | —      | 0     | 0     |
| Манчестер Юнайтед              | Итого            | Итого            | 0    | -0   | 0     | -0    | 0         | -0        | 0      | -0     | 0     | 0     |
| Суиндон Таун (аренда)          | Лига 1           | 2020/21          | 18   | -35  | 2     | -5    | —         | —         | 1      | -3     | 21    | -43   |
| Суиндон Таун (аренда)          | Итого            | Итого            | 18   | -35  | 2     | -5    | —         | —         | 1      | -3     | 21    | -43   |
| Бертон Альбион (аренда)        | Лига 1           | 2021/22          | 6    | -4   | —     | —     | —         | —         | —      | —      | 6     | -4    |
| Бертон Альбион (аренда)        | Итого            | Итого            | 6    | -4   | 0     | -0    | 0         | -0        | 0      | -0     | 6     | -4    |
| Спарта (Прага) (аренда)        | Фортуна Лига     | 2022/23          | 28   | -28  | 4     | -6    | —         | —         | —      | —      | 32    | -34   |
| Спарта (Прага) (аренда)        | Итого            | Итого            | 28   | -28  | 4     | -6    | 0         | -0        | 0      | -0     | 32    | -34   |
| Байер 04                       | Бундеслига       | 2023/24          | 1    | -0   | 4     | -5    | 11        | -9        | —      | —      | 16    | -14   |
| Байер 04                       | Итого            | Итого            | 1    | -0   | 4     | -5    | 11        | -9        | 0      | -0     | 16    | -14   |
| Всего за карьеру               | Всего за карьеру | Всего за карьеру | 53   | -67  | 10    | -16   | 17        | -18       | 6      | -7     | 86    | -108  |

1. ↑  Кубок Англии, Кубок Английской футбольной лиги, Кубок Чехии, Кубок Германии
2. ↑  Лига Европы УЕФА, Юношеская лига УЕФА
3. ↑  Трофей Английской футбольной лиги

## Статистика выступлений за сборную
| Матчи за сборную Чехии | Матчи за сборную Чехии | Матчи за сборную Чехии | Матчи за сборную Чехии | Матчи за сборную Чехии | Матчи за сборную Чехии    | Матчи за сборную Чехии |
| ---------------------- | ---------------------- | ---------------------- | ---------------------- | ---------------------- | ------------------------- | ---------------------- |
| №                      | Дата                   | Оппонент               | Счёт                   | Голы                   | Соревнование              |                        |
| 1                      | 26 марта 2024          | Армения                | 2:1                    | -1                     | Товарищеский матч         |                        |
| 2                      | 7 июня 2024            | Мальта                 | 7:1                    | -                      | Товарищеский матч         |                        |
| 3                      | 26 июня 2024           | Турция                 | 1:2                    | -1                     | ЧЕ-2024. Групповая стадия |                        |
| 4                      | 7 сентября 2024        | Грузия                 | 1:4                    | -4                     | Лига наций 2024/25        |                        |
| 5                      | 10 сентября 2024       | Украина                | 3:2                    | -2                     | Лига наций 2024/25        |                        |
| 6                      | 11 октября 2024        | Албания                | 2:0                    | -                      | Лига наций 2024/25        |                        |
| 7                      | 14 октября 2024        | Украина                | 1:1                    | -1                     | Лига наций 2024/25        |                        |
| 8                      | 16 ноября 2024         | Албания                | 0:0                    | -                      | Лига наций 2024/25        |                        |
| 9                      | 19 ноября 2024         | Грузия                 | 2:1                    | -1                     | Лига наций 2024/25        |                        |
| 10                     | 22 марта 2025          | Фарерские острова      | 2:1                    | -1                     | Отборочный матч ЧМ-2026   |                        |
| 11                     | 25 марта 2025          | Гибралтар              | 4:0                    | -                      | Отборочный матч ЧМ-2026   |                        |
| 12                     | 6 июня 2025            | Черногория             | 2:0                    | -                      | Отборочный матч ЧМ-2026   |                        |
| 13                     | 9 июня 2025            | Хорватия               | 1:5                    | -5                     | Отборочный матч ЧМ-2026   |                        |